# Máquinas desorganizadas
Um máquina sem organização é um conceito mencionado em um relato de 1938 onde Alan Turing sugere que o córtex humano infantil era o que ele chamou de "máquina desorganizada". Turing definiu a classe de máquinas desorganizadas como muito aleatórias em sua construção inicial, mas capazes de serem treinadas parar realizar tarefas particulares. Máquinas de Turing desorganizadas foram, na verdade, exemplos muito iniciais de redes neurais binarias aleatoriamente conectadas, e Turing dizia que elas eram o possível modelo mais simples de um sistema nervoso.
Turing estava interessado na possibilidade de simular um sistema neural durante os dois últimos anos. Em correspondência a William Ross Ashby em 1946, ele escreveu:
"Eu estou mais interessado na possibilidade de produzir modelos de ação do cérebro do que de aplicações a computação prática... embora o cérebro possa de fato operar trocando seus circuitos neuróticos pelo crescimento de axônios e dendritos, nós poderíamos todavia fazer um modelo, no ACE, no qual essa possibilidade era permitida, mas no qual a atual construção do ACE não alterou, mas apenas os dados lembrados.
Em sua publicação de 1948, Turgin definiu dois exemplos das suas máquinas desorganizadas. A primeira era a máquina tipo-A — estas sendo essencialmente redes aleatoriamente conectadas de portas lógicas NAND. A segunda era chamada de "máquina tipo-B", a qual podia ser criada tomando a máquina tipo-A e trocando de lugar cada conexão dos nós internos com a estrutura chamada de "modificadora de conexão" — a qual é feita de nós do tipo-A. O propósito das modificadoras de conexões era de permitir que máquinas tipo-B se submetessem a "interferências apropriadas, educação imitada" de modo a organizar o comportamento da rede para realizar trabalho útil. Antes do termo algoritmo genético ser criado, Turing tinha proposto o uso do que ele chamava de "pesquisa genética" para configurar as suas máquinas desorganizadas. Turing afirmava que o comportamento de máquinas do tipo-B poderiam ser muito complexas quando o número de nós em uma rede era grande, e relatou que a "imagem de um córtex como uma máquina desorganizada é muito satisfatória do ponto de vista da evolução e genética".